# Yakovlev Yak-58
Yakovlev Yak-58 là một loại máy bay thông dụng đa năng của Liên Xô. Được sản xuất vào cuối thập niên 1990.

## Tính năng kỹ chiến thuật (Yak-58)
Dữ liệu lấy từ Brassey's World Aircraft & Systems Directory 1999/2000
Đặc điểm tổng quát
- Kíp lái: 1
- Sức chứa: 5 hành khách
- Chiều dài: 8,55 m (28 ft 1 in)
- Sải cánh: 12,7 m (41 ft 8 in)
- Chiều cao: 3,16 m (10 ft 4½ in)
- Diện tích cánh: 20 m² (215 sq ft)
- Trọng lượng rỗng: 1.270 kg (2.800 lb)
- Trọng lượng có tải: 2.125 kg (4.685 lb)
- Động cơ: 1 × Vedeneyev M-14PT, 269 kW (360 hp)

 Hiệu suất bay 
- Vận tốc cực đại: 300 km/h (162 knot, 186 mph)
- Vận tốc hành trình: 285 km/h (154 knot, 177 mph)
- Tầm bay: 1.000 km (539 nmi, 621 mi)
- Trần bay: 4.000 m (13.125 ft)